# Биг-Вудс (тауншип, Миннесота)
Биг-Вудс (англ. Big Woods) — тауншип в округе Маршалл, Миннесота, США. На 2000 год его население составило 79 человек.

## География
По данным Бюро переписи населения США площадь тауншипа составляет 80,2 км², из которых 79,2 км² занимает суша, а 1,0 км² — вода (1,23 %).

## Демография
По данным переписи населения 2000 года здесь находились 79 человек, 29 домохозяйств и 26 семей. Плотность населения —  1,0 чел./км². На территории тауншипа расположено 35 построек со средней плотностью 0,4 построек на один квадратный километр. Расовый состав населения: 97,47 % белых, 1,27 % афроамериканцев и 1,27 % коренных американцев. Испанцы или латиноамериканцы любой расы составляли 1,27 % от популяции тауншипа.
Из 29 домохозяйств в 31,0 % воспитывались дети до 18 лет, в 89,7 % проживали супружеские пары и в 10,3 % домохозяйств проживали несемейные люди. 10,3 % домохозяйств состояли из одного человека, при том 10,3 % из — одиноких пожилых людей старше 65 лет. Средний размер домохозяйства — 2,72, а семьи — 2,92 человека.
26,6 % населения младше 18 лет, 3,8 % в возрасте от 18 до 24 лет, 22,8 % от 25 до 44, 24,1 % от 45 до 64 и 22,8 % старше 65 лет. Средний возраст — 42 года. На каждые 100 женщин приходилось 97,5 мужчин. На каждые 100 женщин старше 18 приходилось 107,1 мужчин.
Средний годовой доход домохозяйства составлял 38 125 долларов, а средний годовой доход семьи —  35 833 доллара. Средний доход мужчин —  36 250  долларов, в то время как у женщин — 21 250. Доход на душу населения составил 16 392 доллара. За чертой бедности не находились ни одна семья и ни один человек.